# Почаевка (Кемеровская область)
Почаевка — деревня в Тяжинском районе Кемеровской области. Входит в состав Нововосточного сельского поселения.

## География
Центральная часть населённого пункта расположена на высоте 225 метров над уровнем моря.

## Население
По данным Всероссийской переписи населения 2010 года, в деревне Почаевка проживает 104 человека (49 мужчин, 55 женщин).